# Prosenická Lhota
Prosenická Lhota (německy Proßenitzer Lhota, v místním nářečí Lhoty) je obec v okrese Příbram ve Středočeském kraji, asi 5 km severovýchodně od Sedlčan. Žije zde 538 obyvatel.

## Historie
První písemná zmínka o obci pochází z roku 1561.
Za druhé světové války se ves stala součástí vojenského cvičiště Zbraní SS Benešov a její obyvatelé se museli 31. října 1943 vystěhovat.

## Obecní správa

### Části obce
- Břišejov (k. ú. Prosenická Lhota)
- Klimětice (k. ú. Prosenická Lhota)
- Luhy (k. ú. Luhy u Prosenické Lhoty)
- Prosenice (k. ú. Prosenická Lhota)
- Prosenická Lhota (k. ú. Prosenická Lhota)
- Suchdol (k. ú. Suchdol u Prosenické Lhoty)

K obci patří také samota Radějovice.
Sousedními obcemi sídla jsou Vojkov, Křečovice, Sedlčany, Štětkovice, Osečany, Kosova Hora a Vrchotovy Janovice.

### Územněsprávní začlenění
Dějiny územněsprávního začleňování zahrnují období od roku 1850 do současnosti. V chronologickém přehledu je uvedena územně administrativní příslušnost obce v roce, kdy ke změně došlo:
- 1850 země česká, kraj České Budějovice, politický okres Votice, soudní okres Sedlčany[4]
- 1855 země česká, kraj Tábor, soudní okres Sedlčany
- 1868 země česká, politický i soudní okres Sedlčany
- 1939 země česká, Oberlandrat Tábor, politický i soudní okres Sedlčany[5]
- 1942 země česká, Oberlandrat Praha, politický i soudní okres Sedlčany[6]
- 1945 země česká, správní i soudní okres Sedlčany[7]
- 1949 Pražský kraj, okres Sedlčany[8]
- 1960 Středočeský kraj, okres Příbram
- 2003 Středočeský kraj, okres Příbram, obec s rozšířenou působností Sedlčany

## Společnost

### Rok 1932
V obci Prosenická Lhota (přísl. Břišejov, Klimětice, Luhy, Prosenice, 603 obyvatel) byly v roce 1932 evidovány tyto živnosti a obchody: bednář, 4 hostince, kolář, kovář, krejčí, obuvník, zámečník, rolník, obchod se smíšeným zbožím, 3 trafiky.

## Pamětihodnosti
- Zvonička (1892)
- Na místě tvrze v 18. stol. vybudován jednopatrový zámek s věžičkou, jedním z majitelů byl též politik a publicista František Ladislav Rieger (1818–1903), který zde pobýval s manželkou Marií, dcerou Františka Palackého.
- Nad vsí poutní barokní kaple sv. Jana Nepomuckého z roku 1711 osmiúhelníkového půdorysu s dřevěným oltářem.

## Doprava

### Dopravní síť
Do obce vedou silnice III. třídy. Železniční trať ani stanice na území obce nejsou.

### Autobusová doprava 2024
Autobusovou dopravu v obci Prosenická Lhota zajišťuje společnost Arriva Střední Čechy. Obec je součástí Pražské integrované dopravy (PID). V obci se nachází zastávka Prosenická Lhota. V ostatní místních částech se nacházejí zastávky Prosenická Lhota,Břišejov, Prosenická Lhota,Klimětice, Prosenická Lhota,Luhy, Prosenická Lhota,Prosenice a Prosenická Lhota,Suchdol. Autobusová linka 518 propojuje Sedlčany s Kosovou Horou, Štětkovicemi, Prosenickou Lhotou a Hořeticemi.

## Turistika
- Cyklistika – Územím obce procházejí cyklotrasy č. 11 Praha – Neveklov – Klimětice – Sedlec-Prčice – Tábor, č. 8132 Radíč – Osečany – Prosenická Lhota – Vojkov a č. 8136 Prosenická Lhota – Sedlčany.
- Pěší turistika – Územím obce vedou turistické trasy  Sedlčany – Paseky – Křečovice – Neveklov  Kolihový les – Prosenická Lhota – Suchdol – Křeččovice.

## Pověsti
Za Prosenickou Lhotou na místě, kde se říká Na Brdcích nebo Brdce se nachází dřevěný Peckův kříž. Kříž je postavený na konci první světové války. Všechny pověsti se vztahují k tomuto kříži.
V předjaří na konci války byl velký nedostatek, bída a hlad. Místní ženy šly pracovat na pole. Na Brdcích je zarazil zvláštní puch. Jedna z nich si dodala odvahy a vlezla se přesvědčit do blízkého křoví, odkud a co tak páchne. Po malé chvíli vyběhla ven s křikem, že tam leží mrtvý chlap. Vyděšeně doběhly do vsi pro posily. Výměnkář Pecka mrtvého poznal. Tím mrtvým byl mlynář z Červeného. Nebylo vyjasněné, zda umrzl nebo ho někdo zavraždil. Na tomto místě byl později postavený kříž a říkalo se, že zde straší.
Na louku ke kříži šla nasekat trávu chalupnice ze Lhoty. Najednou uslyšela silný hlas, jak ji volá, aby se otočila. Rozhlížela se, ale nikde nikdo. Po chvíli zase stejně silný hlas a stejné volání. Opět nikoho neviděla. Když se tatáž situace opakovala do třetice, raději sebrala srp a nůši a utekla pryč.
Jednou, když pásl u křížku pasák krávy, uslyšel silné rány jako z kanonu. Hned po nich následoval zvuk přesýpaného kamení. Krávy už po tomto na pastvě neudržel a vrátil se s nimi raději zpět do vsi.
Šťovíček ze Lhoty byl nebojácný člověk, ale o tom, co zažil zde, nerad vypravoval. Šel naproti manželce do Sedlčan k vlaku. Když došel ke kříži, ucítil palčivé světlo na obličeji. Nedalo se setřást, ani setřít. Pálilo tím víc, čím rychleji šel. Když se obrátil k domovu, tak teprve poté se mu podařilo se světla zbavit.
Jiný soused, Rambousek, měl s čarami u kříže jinou zkušenost. Když míjel kříž, uslyšel usedavý nářek. Domníval se, že se někomu stalo něco zlého a chtěl pomoci. Hledal ve tmě okolo kříže. Ale nikoho nenašel, jen v dáli na cestě za sebou viděl světýlko. Zaradoval se, že nepůjde dál sám. Myslel si, že je to některý ze sousedů a počkal, až se k němu přiblíží. Světýlko bylo stále jasnější a silnější. Zvětšovalo se. Když bylo skoro tak veliké jako stoh, zablikalo a zmizelo. Jen z okolní tmy se ozýval koňský dusot.